# Rick Sanchez
Pour les articles homonymes, voir Sanchez.
Richard William Sanchez est le principal personnage fictif de la série d'animation américaine Rick et Morty, diffusée depuis le 2 décembre 2013 à la télévision sur Cartoon Network. Il est doublé en version originale par Justin Roiland — le créateur de la série — et en versions françaises et québécoises par Alain Eloy et Sylvain Hétu. Il est le grand-père de Morty et Summer Smith, le père de Beth Smith et le beau-père de Jerry Smith.

## Jeunesse et premières aventures
À environ 35 ans, alors qu'il travaille sur un projet de pisto-portail, Rick reçoit la visite d'un Rick alternatif qui lui explique qu'avec sa technologie il pourrait devenir un dieu. Cependant Rick refuse cette perspective ce qui déplut au Rick alternatif qui s'en va mécontent.
Alors qu'il était rejoint par son épouse Diane et sa fille Beth pour aller manger une glace et qu'il songeait à abandonner sa carrière, une bombe envoyée par le Rick alternatif pulvérise Diane et Beth sous les yeux impuissants de Rick. Fou de rage, il découvre la formule des portails dimensionnels et tente de secourir ce qui reste de sa famille. Toutefois, Rick affirmera plus tard que cette scène était un mensonge créé pour tromper la fédération galactique,.
Les années suivantes nous sont presque inconnues : il a plusieurs fois combattu la fédération avec ses amis Condorman et Squanchy (avec qui il a vraisemblablement fondé un groupe de rock), notamment à la bataille de la crête sanglante, au nom de la liberté. De ce fait, il est devenu un terroriste aux yeux de tous.
Sa fille Beth, vivante dans des univers alternatifs, a eu une adolescence particulièrement mouvementée : elle conçoit accidentellement un enfant de Jerry Smith au Lycée, et un pneu crevé sur le chemin de l'hôpital la force à ne pas avorter.
Rick ne retrouva la famille Smith - d'une nouvelle réalité qu'il finit par adopter - que des années plus tard, le jour de "l'anniversaire de Martin Luther King", c'est-à-dire un 15 janvier.
Cependant, dans SamouRick Jack, il s'avère que le passé de Rick était vrai, à un détail près, après avoir terminé son pisto-portail, il a voyagé dans le multivers et s’est associé avec divers criminels pour créer un appareil lui permettant d’identifier le Rick meurtrier. Il a alors massacré tous les Rick alternatifs qu'il croisait sans trouver celui qu'il cherche. Il sombre alors dans la dépression et l'alcoolisme. Il est ensuite attaqué par une coalition de Rick alternatifs qu'il parvient à vaincre facilement, les survivants décident alors de s'associer avec lui pour créer la Citadelle des Rick et la Courbe finie centrale, séparant les dimensions où Rick est l'homme le plus intelligent de l'univers à celles où il ne l'est pas.
Après cela, Rick se rend dans la dimension d'origine du Rick qu'il cherche, il est alors accueilli par une Beth adulte qui pensait qu'il l'avait abandonné pendant plus de 20 ans. Rick joua le jeu dans un premier temps, en espérant que le Rick alternatif revienne, mais finit par s'intégrer à cette famille qui n'est pas la sienne, et devient proche de Morty, le fils de Beth, et devient donc son petit-fils.

## Armes et compétences
Rick étant un inventeur extrêmement doué, voire de génie, il réussit à construire un nombre incalculable de machines avec plus ou moins d'utilité. Il utilise couramment comme véhicule une sorte de soucoupe volante faite selon lui avec "des débris trouvés dans le garage".
Rick est entre autres capable de se cloner, de transférer sa conscience, et on découvre dans la troisième saison qu'il est en partie cyborg (il possède des yeux et des membres améliorés, ainsi qu'un fusil à plasma dans son bras gauche). Il tire des lasers avec sa montre, est protégé par un champ de force quantique sur sa peau, et est aussi le père des pistolets à Antimatière. Il peut également se transformer en cornichon et a construit un univers entier dans sa batterie de voiture rien que pour l'alimenter, tout comme il créa Froopyland, un monde de conte de fées pour sa fille. Il est le créateur d'une machine permettant d'arrêter le temps, de plusieurs androïdes et drones, de systèmes d'auto-défense ultra-développés, d'un Pisto-bulle (qui tire, comme son nom l'indique, de gigantesques bulles permettant d'emprisonner la cible). Dans l'épisode 6 de la saison 3, l'Anti-Rick découvre un nouvel élément qu'il symbolise par la lettre oméga et un autre - peut être le même - nommé Sanchezium. Dans la même saison, il fait des découvertes étonnantes sur la "mémoire musculaire". Il est l'auteur, selon les Zigerions, d'un nouveau carburant surpuissant : la matière noire concentrée. D'après Rick, c'est fait d'une bouteille d'eau, de quarks et de Césium. Le résultat fera toutefois exploser la base orbitale des imprudents extraterrestres.
Rick a également peur des pirates (épisode 10 saison 3), alors qu'il a lui même créé les pirates du pancréas, une attraction dans le anatomy park (épisode 3 saison 1).

## Influence culturelle
Fin 2019, le personnage de Rick Sanchez inspira dans The Outer Worlds, le personnage Phineas Welles.